# Partido Regionalista de El Bierzo

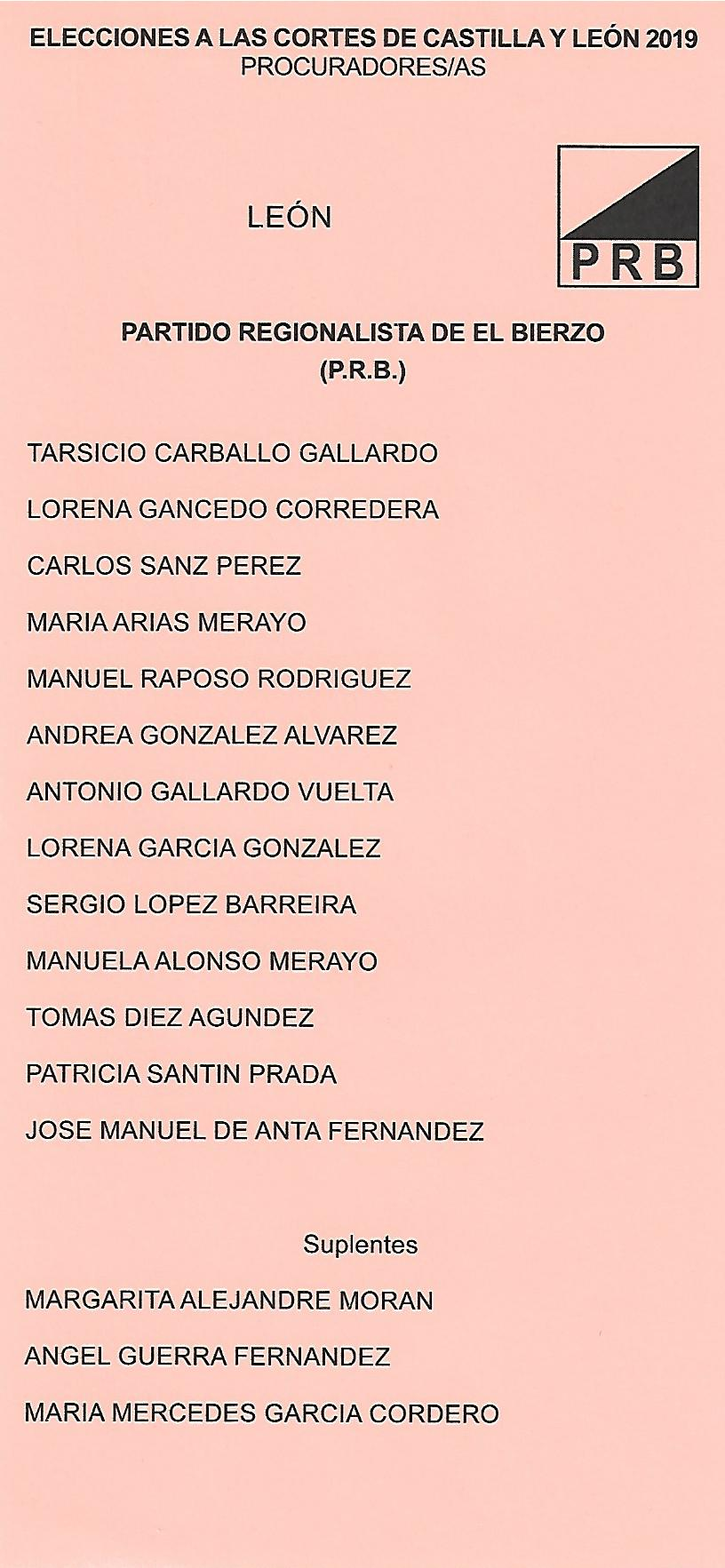
Papeleta electoral. 2019

El Partido Regionalista de El Bierzo o PRB es un partido político español de ideología bercianista, que  surgió en el año 2001 como una escisión del Partido de El Bierzo liderada por Tarsicio Carballo, quien había fundado el Partido de El Bierzo en el año 1979. 
Es un partido de ideología bercianista que originalmente abogaba por la creación de una región autónoma para el Bierzo con unos poderes mayores que una diputación debido a su pasado como provincia en el siglo XIX y las características particulares de la región. El partido defiende la integración en el Bierzo de todas aquellas comarcas que fueron parte de la antigua provincia del Bierzo, y que hoy no lo son como Valdeorras, Villablino y algunas aldeas adyacentes de la comarca de La Cepeda en León. En la actualidad también abogan por poner en esta provincia como idiomas oficiales el dialecto berciano (mezcla entre gallego y asturleonés) y el español. También defienden que el Bierzo pase a ser una provincia y que tiene que haber un referéndum para decidir si esta provincia sigue siendo parte de Castilla y León o pasa a ser parte de Galicia.
En la actualidad en todas las elecciones en las que el Partido Regionalista de El Bierzo no se presenta pide el voto para Coalición por El Bierzo.

## Historia
En el año 2000 se celebró un congreso del partido, y una nueva dirección se hizo cargo del Partido de El Bierzo. Esto provocó una serie de desavenencias entre Tarsicio Carballo y la nueva dirección del partido, lo cual acabó en un enfrentamiento con los miembros del partido y la marcha de Tarsicio Carballo y sus seguidores, los cuales fundaron el Partido Regionalista del Bierzo en 2001. 
El enfrentamiento con sus antiguos compañeros del Partido de El Bierzo terminó en los juzgados, siendo Tarsicio Carballo condenado por calumnias contra los dirigentes del Partido de El Bierzo como por ejemplo Iván Alonso en 2009. No obstante, la hostilidad entre Tarsicio Carballo y los dirigentes del PB subsistió desde entonces.
Este partido protagonizó acciones políticas muy llamativas y polémicas en el Bierzo. Su fundador Tarsicio Carballo protagonizó una huelga de hambre de 19 días en 2010 para denunciar el abandono, que sufría el Bierzo por parte de las instituciones públicas y para pedir mejoras y más inversiones. El PRB en 2013 organizó una campaña para que todos los municipios del Bierzo pusieran una calle con el nombre de Provincia do Bierzo, incluso llegó a proponer que el ayuntamiento de Ponferrada substituyera los nombres de la Avenida Reino de León y  la calle Fueros de León por Provincia del Bierzo y Bérgida. También reclamó que el Obispado de Astorga trasladara su sede diocesana a Ponferrada por ser la ciudad más poblada de la diócesis. El partido también reclama el traslado al Bierzo de documentos históricos como el Edicto de Augusto y pidió la inclusión de contenidos bercianos a la TVG en su programación.
El PRB celebra la fundación del movimiento bercianista el 23 de abril en un acto homenaje en los restos del castro Bergidum.
El partido ha presentado sus candidaturas principalmente en las elecciones municipales y autonómicas durante estos años. En las elecciones autonómicas y municipales de 2015, Tarsicio Carballo repitió como candidato a la alcaldía de Ponferrada. Ese año Tarsicio Carballo consiguió un acta de concejal en el consistorio ponferradino, logrando volver de este modo a la política municipal. En las elecciones municipales de 2019, el Partido de El Bierzo  mejoró sus resultados en Ponferrada con dos concejales, revalidando su líder Tarsicio Carballo el acta de concejal. En las elecciones municipales de 2023 no obtuvo ningún concejal.

## Resultados electorales
En la actualidad en todas las elecciones en las que el Partido Regionalista de El Bierzo no se presenta pide el voto para Coalición por El Bierzo.
Los resultados electorales del partido en las elecciones presentadas son los siguientes:

### Elecciones a las Cortes de Castilla y León
- Elecciones a las Cortes de Castilla y León de 2003: 1.041 votos (0,07%)
- Elecciones a las Cortes de Castilla y León de 2007: 1.028 votos (0,07%)
- Elecciones a las Cortes de Castilla y León de 2011: 657 votos (0,05%)
- Elecciones a las Cortes de Castilla y León de 2015: 732 votos (0,05%)
- Elecciones a las Cortes de Castilla y León de 2019: 1.597 votos (0,12%)
- Nota en las Elecciones a las Cortes de Castilla y León de 2022, no se presentó y pidió el voto para la candidatura Coalición por El Bierzo.

### Elecciones municipales
- Elecciones municipales de España de 2003: 1.100 votos, 0 concejales (Astorga, 20; Bembibre, 176; Ponferrada, 900; Villablino, 4)
- Elecciones municipales de España de 2007: 1.032 votos, 0 concejales (Ponferrada, 1.032)
- Elecciones municipales de España de 2011: 988 votos, 0 concejales (Astorga, 13; Bembibre, 67; Ponferrada, 906; Villablino, 2)
- Elecciones municipales de España de 2015: 1.688 votos, 1 concejal (Ponferrada, 1.688)
- Elecciones municipales de España de 2019: 2.374 votos, 2 concejales (Ponferrada, 2.364)